# Nigel Shadbolt

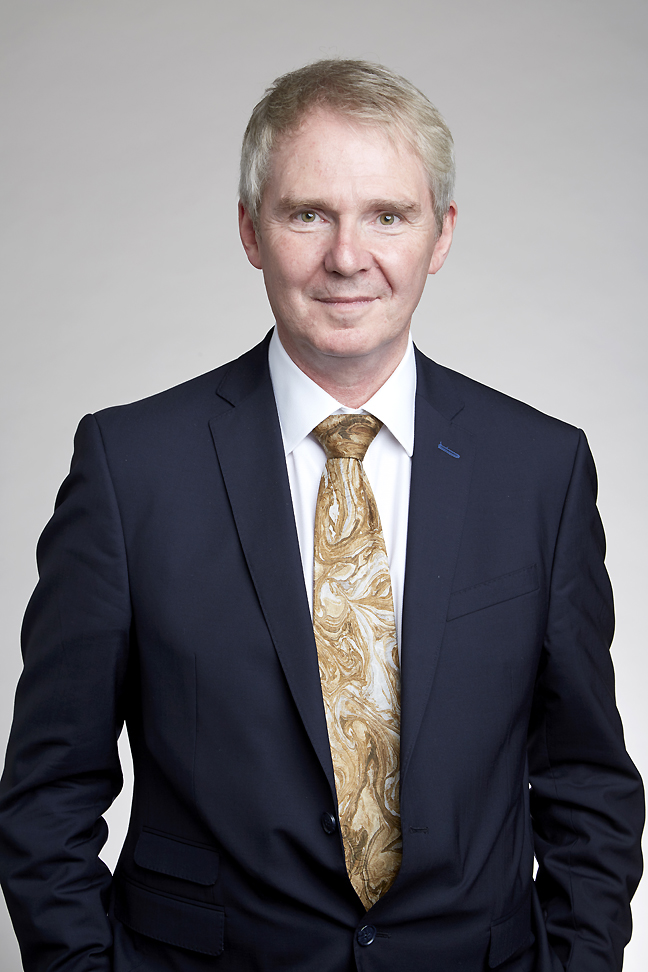
Nigel Shadbolt

Nigel Shadbolt (* 9. April 1956 in London) ist ein britischer Informatiker. Er ist Rektor des Jesus College und Professorial Research Fellow am Department of Computer Science der Universität Oxford. 

## Leben
Shadbolt wuchs in Derbyshire auf. Er absolvierte ein Studium der Philosophie und Psychologie an der Newcastle University, das er 1978 abschloss. Danach setzte er seine Studien am Fachbereich für Künstliche Intelligenz der University of Edinburgh fort, wo er mit der Dissertation „Constituting reference in natural language: the problem of referential opacity“ (1984) promoviert wurde.
Ab 1983 lehrte Shadbolt am Fachbereich Psychologie der University of Nottingham, wo er eine KI-Forschungsgruppe leitete und 1992 Professor für Intelligente Systeme wurde. Im Jahr 2000 wechselte er an die School of Electronics and Computer Science der University of Southampton und übernahm dort eine Professur für Künstliche Intelligenz.
Seit 2009 ist Shadbolt neben seiner Forschungs- und Lehrtätigkeit auch als Berater der britischen Regierung zu Fragen der Datenverarbeitung tätig. 2012 gründete er mit Tim Berners-Lee die in London ansässige Non-Profit-Organisation Open Data Institute (ODI), deren Vorsitzender er ist. Seit 2015 ist er Rektor des Jesus College sowie Professor am Informatikfachbereich der Universität Oxford.
Shadbolt forscht interdisziplinär und ist ein Experte für Regulierungen. Seine Forschungsarbeiten konzentrieren sich auf das Verständnis, wie intelligentes Verhalten bei Menschen, Maschinen und seit Neuestem im Internet entsteht. Dazu hat er wissenschaftliche Beiträge zur Psychologie, Kognitionswissenschaft, Computational Neuroscience, Künstlichen Intelligenz, Informatik und der im Entstehen begriffenen Webwissenschaft geleistet.
Shadbolt war 2006/2007 Präsident der British Computer Society. Er ist Fellow der Royal Academy of Engineering und der Royal Society (seit 2017). 2013 wurde er für seine Verdienste in Wissenschaft und Technik zum Knight Bachelor geschlagen und somit in den Adelsstand erhoben. Er ist verheiratet und hat zwei Kinder.

## Publikationen
- gem. m. Kieron O’Hara. The Right to be Forgotten: Its Potential Role in a Coherent Privacy Regime. European data protection law review (Bd. 1, 2015, Nr. 3: 178-189). DOI: 10.21552/EDPL/2015/3/5
- (Hrsg.): Advances in knowledge acquisition: proceedings / 9th European Knowledge Acquisition Workshop, EKAW '96, Nottingham. Springer, Berlin 1996, ISBN 978-3-540-61273-5.
- gem. m. J. Stuart Aitken und Han Reichgelt: Resolution theorem proving in reified modal logics. Journal of automated reasoning (Bd. 12, Nr. 1, date:2.1994: 103-129) DOI: 10.1007/BF00881845.
- gem m. Kieron O’Hara und Mischa M. Tuffield: Lifelogging: Privacy and empowerment with memories for life. Identity in the information society (Bd. 1, 20.2.2009, Nr. 1, date:12.2008: 155-172) DOI: 10.1007/s12394-009-0008-4.